# 三蛟镇

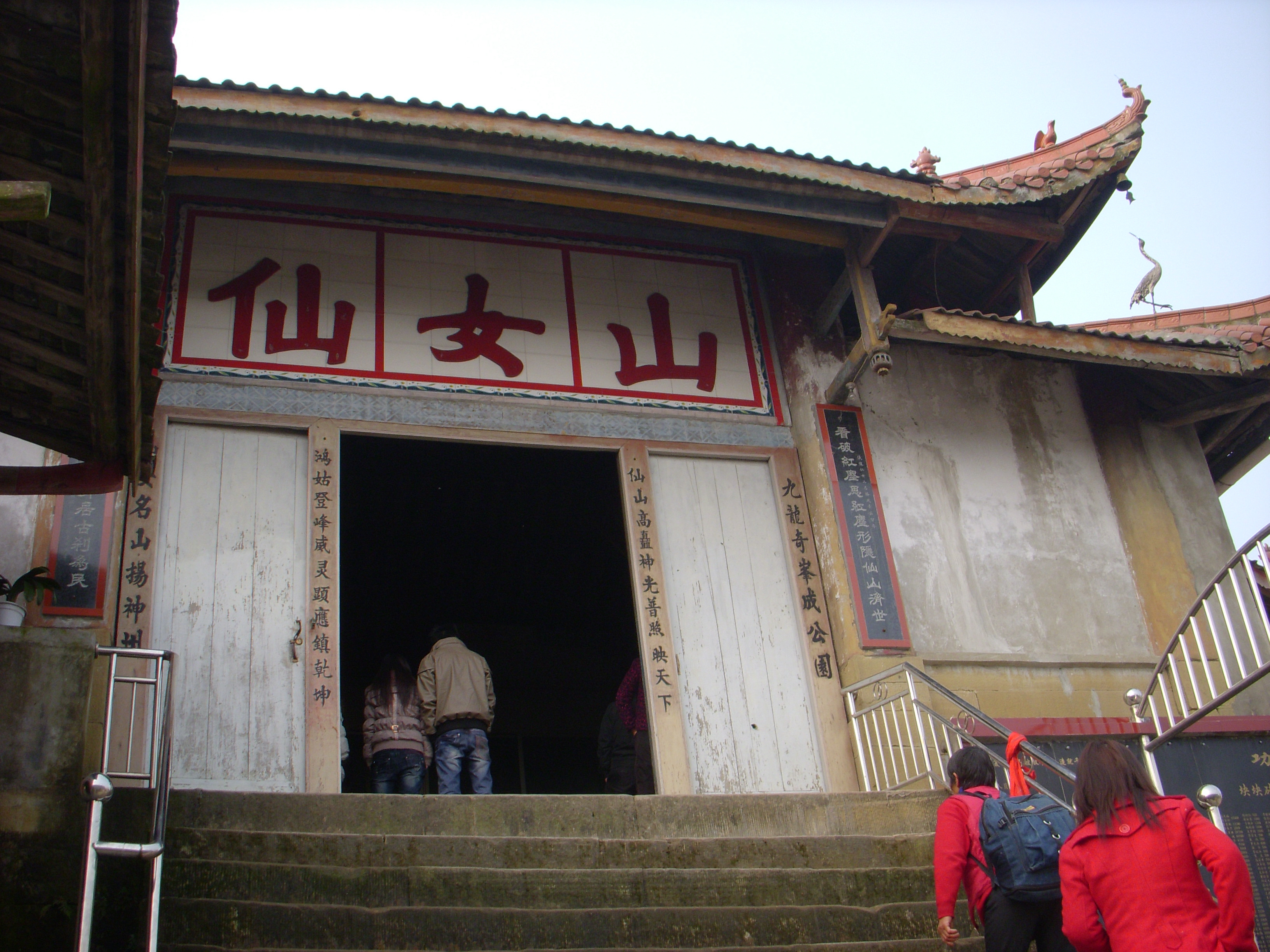
仙女山的寺庙

三蛟镇，是中华人民共和国四川省南充市仪陇县下辖的一个乡镇级行政单位。2019年9月，撤销檬垭乡，将其所属行政区域划归三蛟镇管辖。

## 行政区划
三蛟镇下辖以下地区：
三蛟寺社区、燕山村、仙山村、巴山村、银山村、顶山村、宝山村、玉山村、华山村、天山村、昆山村、盘山村和群山村、兴隆村、大水村、团包村、三圣村、松林村、大包村、月星村、建新村、玉明村、义和村和永胜村。

## 地理
三蛟镇最高峰为猫儿山，海拔744米。有名的山峰还有仙女山，其顶上建设有仙女山公园，设有仙女庙，每年春节和三月初三庙会时，来烧香拜佛的人络绎不绝。